# Uromyces verrucosae-craccae
Uromyces verrucosae-craccae är en svampart som beskrevs av Mayor 1931. Uromyces verrucosae-craccae ingår i släktet Uromyces och familjen Pucciniaceae.   Inga underarter finns listade i Catalogue of Life.